# Румянцева, Надежда Васильевна
Наде́жда Васи́льевна Румя́нцева (9 сентября 1930, деревня Потапово, Вяземский район, Смоленская область, СССР — 8 апреля 2008, Москва, Россия) — советская и российская актриса; народная артистка РСФСР (1991).

## Биография
Надежда Румянцева родилась 9 сентября 1930 года в деревне Потапово (Смоленская область) в семье проводника на железной дороге Василия Григорьевича Румянцева и домохозяйки Ольги Всеволодовны Румянцевой. Своё имя Надежда получила в честь своей умершей сестры, которую тоже звали Надежда.
После школы поступила в Государственный институт театрального искусства имени Луначарского. На экзаменах прочла монолог Фамусова, что и определило её судьбу как актрисы. Театральный педагог О. И. Пыжова обратила внимание на Румянцеву и впоследствии возлагала на неё большие надежды, поэтому, перейдя со временем работать во ВГИК, взяла юную актрису с собой.
К тому времени как Румянцева окончила ВГИК (1955), она уже была сложившейся актрисой в амплуа «травести». Она много работала на сцене Центрального детского театра и снялась в фильмах «Навстречу жизни» (1952) и «Алёша Птицын вырабатывает характер» (1953). В 1955 году Румянцева поступила на службу в Театр-студию киноактёра и снялась у молодого Эльдара Рязанова в фильме-ревю «Весенние голоса».
Широкую известность актрисе принесли роли, исполненные в фильмах «Неподдающиеся» (1959), «Девчата» (1961), «Королева бензоколонки» (1962), «Женитьба Бальзаминова» (1964) и «Крепкий орешек» (1967). За свою жизнь Румянцева снялась в 35 фильмах. Помимо этого она озвучивала несколько киноролей: её голосом говорят Нина в «Кавказской пленнице», Зита и Гита в одноимённом фильме 1976 года, Гюльчатай в фильме «Белое солнце пустыни», Мария в «Звуках музыки» и Николь в «Как украсть миллион». Участвовала в некоторых радиопостановках.
В конце 1960-х годов Румянцева на длительное время перестала сниматься в кино, поскольку жила за границей, сопровождая в зарубежных командировках своего мужа, дипломата Вилли Хштояна, который работал в Министерстве внешней торговли и был направлен торговым представителем СССР в Малайзию, а потом в Египет.
После возвращения в СССР Румянцева жила в Москве на улице Черняховского, д. 5. Работала на телевидении, став ведущей выходившей каждое воскресное утро детской телепрограммы «Будильник». Принимала участие в озвучивании широко известных в СССР мультипликационных фильмов «38 попугаев», «Привет мартышке», «Бабушка удава» и др. Снялась в эпизодических ролях в нескольких кинокартинах, продолжила озвучивать фильмы.
Скончалась 8 апреля 2008 года на 78-м году жизни в одной из московских клиник. Похоронена 12 апреля на Армянском кладбище (филиал Ваганьковского кладбища) в Москве.

## Личная жизнь
- Первым мужем стал однокурсник Владимир Шурупов (1937—1992). Брак распался сразу после окончания учёбы: Шурупова распределили в провинциальный театр, а Румянцева осталась в Москве[11].
- Второй муж — работник Министерства внешней торговли СССР Вилли (Вилик) Вартанович Хштоян (1932—2025[12])[11][13]. Брак продлился с 1967 года до конца жизни актрисы[11].
  - Приёмная дочь — Карина Хштоян[11] (род. 1960)[источник не указан 480 дней]. По другим данным, Карина Хштоян — родная дочь Хштояна и Румянцевой, рождённая ею во время пребывания супругов в Малайзии[14].

## Творчество

### Художественные фильмы
- 1952 — Навстречу жизни — Маруся Родникова, ученица ремесленного училища
- 1953 — Алёша Птицын вырабатывает характер — Галя Птицына, сестра Алёши
- 1954 — Морской охотник — Катя
- 1955 — Мексиканец — Мэй
- 1955 — Сын — Тамара, профорг на стройке
- 1955 — Счастливая юность — Нина Румянцева
- 1956 — Море зовёт — Настя Федоренко
- 1957 — Звёздный мальчик — Лесной мальчик
- 1957 — Гори, моя звезда — Иринка
- 1958 — Очередной рейс — Аня Крыленко, сестра Антона
- 1959 — Неподдающиеся — Надя Берестова
- 1960 — Трижды воскресший — Любаша Соловьёва, учётчица на заводе
- 1961 — Вольный ветер — Пепита
- 1961 — Девчата — Тося Кислицына, повар на участке леспромхоза
- 1962 — Павлуха — Лёля
- 1962 — Королева бензоколонки — Людмила Васильевна Добрыйвечер
- 1963 — Полустанок — Сима, счетовод колхоза
- 1963 — Упрямая девчонка — Надя
- 1964 — Женитьба Бальзаминова — Раиса Пежёнова, младшая сестра Анфисы
- 1964 — Лёгкая жизнь — Галя Бочкина, сестра Александра Петровича, студентка
- 1966 — Чёрт с портфелем — Маша Фёдорова, колхозница
- 1967 — Крепкий орешек — Раиса Орешкина
- 1969 — Похищение — артистка Румянцева (камео, нет в титрах)
- 1971 — Факир на час — Татьяна Миронова, племянница Тимофея Гавриловича
- 1974 — Ералаш (выпуск № 2, сюжет «Не надо волноваться») — мать Володьки
- 1975 — Ау-у! — жена Сени
- 1976 — Несовершеннолетние — мать Альки
- 1976 — Трудный день — понедельник — Валентина Евгеньевна
- 1981 — Проданный смех — Эмма Риккерт
- 1981 — Тайна, известная всем —  мадам Саламандра, капитанша пиратов
- 1982 — Женатый холостяк — Валентина Зайцева, секретарь Булавина, председатель месткома
- 1986 — Конец света с последующим симпозиумом — Одри Вуд
- 2004 — Чудная долина — Айша
- 2005 — Нечаянная радость — Марья Ивановна
- 2008 — Посёлок — Алевтина

### Озвучивание фильмов
- 1963 — Самый медленный поезд — Дуся, кондукторша (роль Аллы Сурковой)
- 1966 — Кавказская пленница, или Новые приключения Шурика — Нина (роль Натальи Варлей)
- 1967 — Мой друг Нодар — Ия (роль Тии Пирцхалава)
- 1969 — Белое солнце пустыни — Гюльчатай, девятая по старшинству жена Абдуллы (роль Татьяны Федотовой)
- 1971 — 12 стульев — Елизавета Петровна (Лиза) Калачёва (роль Натальи Варлей)
- 1971 — Девушка из камеры № 25 — Зойка (роль Мананы Манагадзе)
- 1972 — Искатели затонувшего города — Каха (роль Кахи Таварткиладзе)
- 1973 — Вей, ветерок! — Зане (роль Астриды Кайриша)
- 1975 — Соло для слона с оркестром — миссис Уинстлер (роль Ивы Янжуровой)
- 1976 — Настоящий тбилисец и другие — темпераментная дама (роль Лейлы Абашидзе)
- 1989 — Частный детектив, или Операция «Кооперация» — Лена Пухова, журналистка (роль Ирины Феофановой)

### Озвучивание мультфильмов
- 1963 — Три толстяка — Суок
- 1965 — Портрет — читает текст в конце фильма
- 1966 — Про злую мачеху — Фира
- 1976—1991 — 38 попугаев и продолжения (кроме м/ф «Великое закрытие») — Мартышка
- 1977 — Мальчик с пальчик — Егорушка
- 1978 — Последняя невеста Змея Горыныча — царевна Ирина (в титрах как «К. М. Румянцева»)
- 1981 — Ёжик плюс черепаха — Черепаха
- 1982 — Фитиль № 245: «Коррида без Мадрида» — доярка
- 1988 — Три лягушонка. 2 Выпуск — Лягушонок в красной шляпе
- 1989 — Какой звук издаёт комар? — Лягушка
- 1990 — Три лягушонка. 3 Выпуск — Лягушонок в красной шляпе / Лягушка в голубом бантике
- 1993 — Деревенский водевиль — курица Изабель
- 1994 — Ах, эти жмурки! — курица Изабель

### Дубляж и закадровое озвучивание
Фильмы
- 1953 — Рим в 11 часов (1952) — Анджелина (роль Делии Скала)[16]
- 1961 — Сорванец (1959) — Сорванец (роль Мари Тёрёчик)[17]
- 1968 — Анжелика и король (1964) — Мадам де Монтеспан (роль Эстеллы Блен)[16][18]
- 1970 — Человек с ордером на квартиру (1969) — Марта (роль Эвы Шикульской)[19]
- 1970 — Квартира (1960) — Фрэн Кубелик (роль Ширли Маклейн)[16]
- 1971 — Звуки музыки (1965) — Мария фон Трапп, послушница в монастыре, позже — гувернантка, а затем вторая жена Георга фон Траппа (роль Джули Эндрюс)[16][17]
- 1975 — Как украсть миллион (1966) — Николь Боннэ (роль Одри Хепбёрн)[3][16][17][18][19][20][21][22]
- 1976 — Зита и Гита (1972) — Зита / Гита (роли Хемы Малини)[16][17][19]
- 1979 — Легенда о динозавре (1977) — Акико (роль Нобико Сава)[17]
- 1990 — Унесённые ветром (1939) — Присси (роль Баттерфлай МакКуин)[23]
- 1993 — Терминатор (1984) — женские роли[23]

Телесериалы
- 1988 — Все реки текут (1983—84) — Филадельфия Гордон (роль Сигрид Торнтон)[21][22]
- 1988 — Рабыня Изаура (1976—77) — Изаура дус Сантус (роль Луселии Сантос)[2][16][18][19][21][22][23][24][25]
- 1988 — Джейн Эйр (1983) — Джейн Эйр (роль Зилы Кларк)[2][16][18][19][21][22]
- 1992 — Детектив Майк Хаммер (1984—87) — женские роли[16][23]
- 1993 — Твин Пикс (1990—91) — женские роли[3][16][18][21][22][23][26][27]
- 1995 — Тропиканка (1994) — женские роли[16][23]

Мультфильмы и мультсериалы
- 1988 — Ловушка для кошек (1986)[18][28] — Куки, Цино-сан, разносчик газет, секретарша Джованни Гатто, мышонок у пристани
- 1991—1994 — Утиные истории (1987—90) — Билли[3][18][19][23][28][29]
- 1994 — Топо Джиджио[итал.] (1988)[18] — девочка Джина

### Радиопостановки
- 1949 — «Я хочу домой!» С. В. Михалкова (реж. Александр Столбов) — Ира Соколова
- 1960 — «Первый день» В. Н. Логинова (реж. Юрий Лауфер) — Тася Шершавина
- 1963 — «Всю неделю дождь» В. М. Кожевникова — Лена Кукушкина
- 1964 — «Глухая мята» В. В. Липатова — Дарья

### Телепередачи
- 1970-е годы — Будильник — ведущая[30].
- 2001—2002 — Моя семья — со-ведущая[31].

## Награды
- Лауреат Всесоюзного кинофестиваля (Минск) в номинации «Премии для актёров» за 1960 год.
- Приз международного кинофестиваля в г. Буэнос-Айрес (1962) — за «лучшую женскую роль» (фильм «Девчата»).
- Заслуженная артистка РСФСР (1963).
- Народная артистка РСФСР (1991).
- орден Почёта (2002) — за многолетнюю плодотворную деятельность в области культуры и искусства, большой вклад в укрепление дружбы и сотрудничества между народами[32].

## Память

Могила Н. В. Румянцевой на Армянском кладбище в Москве

В сентябре 2010 года в городе Белая Церковь на доме, где снимался один из эпизодов фильма «Королева бензоколонки», была установлена мемориальная доска в честь актрисы Надежды Румянцевой.
Решением Курганской городской Думы от 26 мая 2016 года одной из новых улиц микрорайона Левашово было присвоено имя актрисы.
Творчеству и памяти актрисы посвящены документальные фильмы и телепередачи
- «Надежда Румянцева. „Линия жизни“» («Культура», 2006)[36]
- «Надежда Румянцева. „Одна из девчат“» («Первый канал», 2008)[24][37]
- «Надежда Румянцева. „Во всём прошу винить любовь“» («ТВ Центр», 2010)[38]
- «Надежда Румянцева. „Легенды мирового кино“» («Культура», 2011)[39]
- «Надежда Румянцева. „Раскрывая тайны звёзд“» («Москва 24», 2016; 2020)[40][41]
- "Любимые актёры. «Секреты „Девчат“»" («Мир», 2017)[42]
- «Надежда Румянцева. „Последний день“» («Звезда», 2017)[43]
- «Надежда Румянцева. „Легенды кино“» («Звезда», 2018)[44]
- «Надежда Румянцева. „Неподдающаяся“» («ТВ Центр», 2021)[45]
- «Надежда Румянцева и Юрий Белов. „Звёзды советского экрана“» («Москва 24», 2021)[46]